# Batalla de la isla de Wake
La batalla de la Isla Wake fue una batalla de la Segunda Guerra Mundial, entre Japón y Estados Unidos ocurrida desde el 8 al 23 de diciembre de 1941, en el recién abierto escenario de la Guerra del Pacífico oriental.
Dicha batalla acaeció en la isla-atolón de Wake, situada en medio del océano Pacífico.

## Preliminares
La Armada de los Estados Unidos contaba con una base aérea en la isla de Wake desde enero de 1941. La pista aérea había sido establecida por Panagra (Pan-American Grace Airways), como una pista de emergencia para los vuelos transoceánicos, pero en la década del cuarenta se le dio carácter militar debido a su excelente posición táctica.
Aunque pobremente defendida. La creciente situación de hostilidad en el Pacífico llevó al almirante Husband E. Kimmel a reforzar las defensas del atolón de  Wake a mediados de agosto. Kimmel suponía fundadamente que Wake sería uno de los primeros objetivos de Japón.
En la base residían 68 efectivos de la Armada y 1.221 trabajadores civiles de la compañía Morrison-Knudsen, encargados de construir desde principios de año una base militar en lo que había sido una pista de emergencia de la aerolínea Panagra. 
Se preveía la instalación de una estación de radar, alambrado de las playas e instalación de minas antipersona en sus playas, el refuerzo del grupo aéreo y más artillería costera.
El 19 de noviembre, se estableció la primera guarnición militar permanente en la isla, compuesta de un destacamento del 1.er Batallón de Defensa de Marines que contabilizaba un total de 450 efectivos, bajo las órdenes del mayor James P.S. Devereux. También se mejoró la potencia de fuego de la base, dotando a los Marines de seis baterías costeras con cañones de 127 mm y cañas de 51 calibres (procedentes de un acorazado desguazado); doce cañones antiaéreos de 76 mm (con tan solo un director antiaéreo operativo); dieciocho ametralladoras pesadas Browning M2 y treinta ametralladoras pesadas, medias y ligeras de 7,62 mm.
El 28 de noviembre, el capitán de fragata Winfield S. Cunningham aterrizó en Wake para tomar el mando de las fuerzas estadounidenses en la isla, con apenas diez días para examinar las defensas y la guarnición de la isla. Apenas unos días después, el 2 de diciembre, y ante la situación de guerra inminente, la base recibiría un anhelado apoyo aéreo con la llegada de 12 F4F Wildcat y 13 pilotos del escuadrón VMF-211 al mando del comandante Paul S. Putnam, provenientes del portaaviones USS Enterprise, lo que incrementó la dotación a 449 efectivos. Se esperaba además la llegada de un equipo de radar actualizado desde Pearl Harbor. 

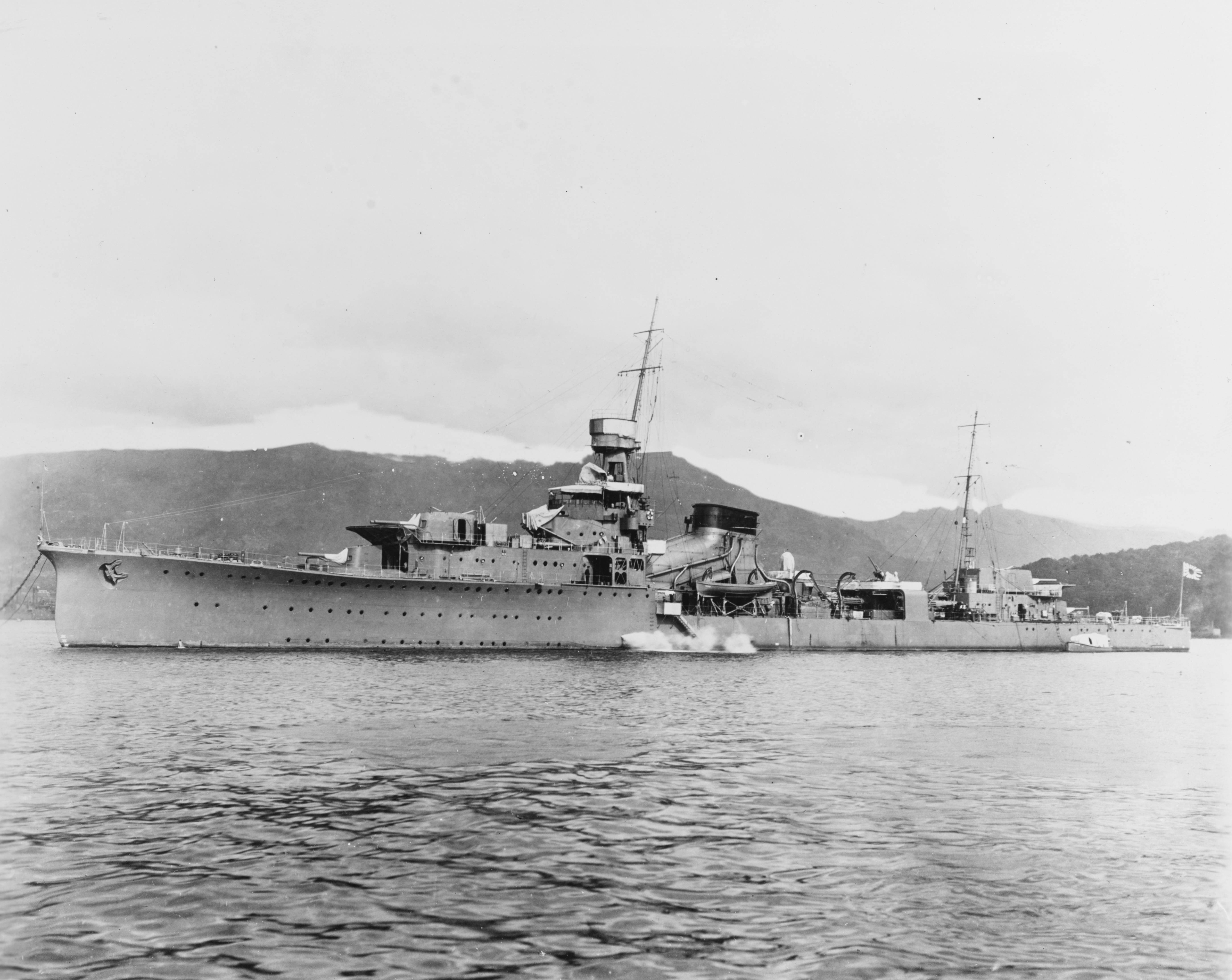
El crucero japonés Yubari, nave insignia del contralmirante Kajioka.

El 3 de diciembre, una formación naval de destructores, lanchas y transportes al mando del contralmirante Sadamichi Kajioka, cuya insignia se enarbolaba en el crucero Yubari fondeaba en la laguna de Kwajalein con la misión de tomar el atolón de Wake. El poder ofensivo relativamente exiguo de las fuerzas de Kajioka reflejaba que el mando japonés desestimaba la capacidad defensiva estadounidense y se suponía una fácil victoria nipona.

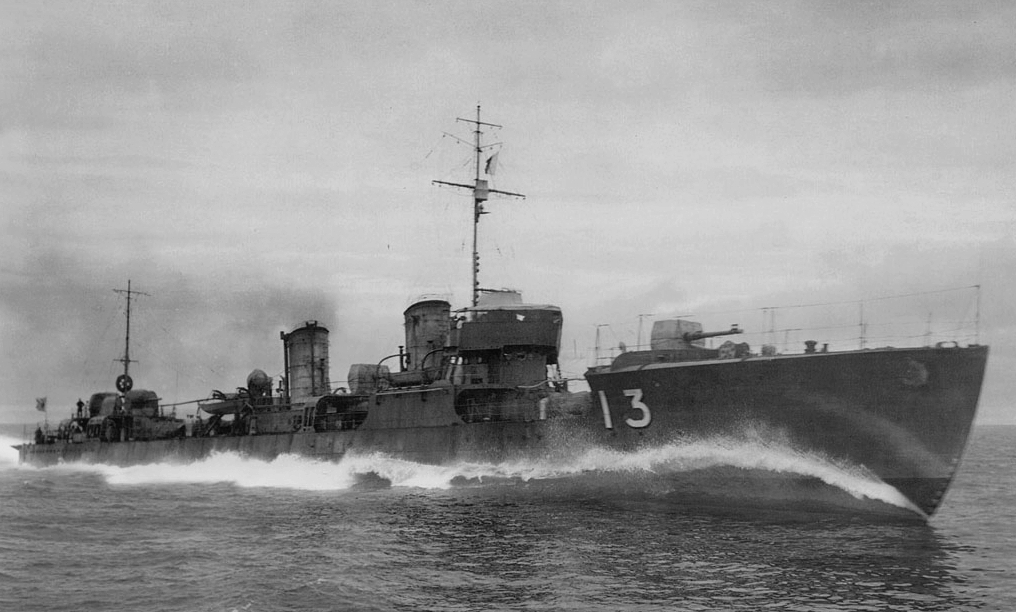
El destructor Hayate.

## Desarrollo de las operaciones

### Ataque aéreo
El 8 de diciembre de 1941, 5 horas después del ataque a Pearl Harbor, hacia el mediodía en medio de un aguacero, 36 bombarderos medios Mitsubishi G3M "Nell", de la 24.ª Escuadrilla de Bombardeo, provenientes de bases en las islas Marshall bombardearon la isla Wake, destruyendo parte de la pista y 7 de los 12 cazas Grumman F4F Wildcat, Los cinco cazas restantes lograron despegar en busca de los bombarderos, pero no lograron entablar contacto debido a la escasa visibilidad.
Todos los emplazamientos defensivos de la guarnición fueron dejados intactos por el ataque, que se concentró en los aviones. La incursión causó 23 muertos (3 de ellos, pilotos) y 11 heridos, además de la muerte de 10 civiles chamorros, trabajadores de Panagra. 
El 9 de diciembre, casi a la misma hora se registró un nuevo ataque casi idéntico al primero, pero esta vez, los 5 Wildcat supervivientes lograron despegar a tiempo y causaron un derribo, sumado a otro aparato japonés derribado por fuego antiaéreo, por la pérdida de dos aparatos. Ese mismo día, y tras recibir informes del Alto Mando que decían infundadamente que las defensas de la isla estaban anuladas, el contraalmirante Sadamichi Kajioka ordenó el inicio de la invasión anfibia.

### Primer intento
La fuerza de invasión de Wake, que había llegado a las inmediaciones de Wake el 10 de diciembre, apareció en el horizonte a primeras horas de la mañana del 11. Pronto comenzó el cañoneo de ablandamiento previo al desembarco que duró unos 45 minutos. Deveraux ordenó no responder el fuego a la espera de que los transportes estuvieran dentro del alcance de sus cañones de 127 mm.
El contraalmirante Kajioka, al ver que no había respuesta enemiga, supuso que el enemigo estaba sin poder defensivo y cometió un error táctico de confianza al acercar imprudentemente las naves de desembarco, creyendo que la guarnición estaba diezmada.
En cuanto el grueso de la flota de desembarco japonesa estuvo al alcance de las baterías costeras, estas abrieron fuego. El crucero ligero Yūbari, buque insignia de Kajioka, fue alcanzado por dos proyectiles en la línea de flotación y una oportuna cortina de humo lanzada desde un destructor evitó la destrucción y hundimiento del navío. 
La Batería L, situada en el islote de Peale, logró dos impactos directos en los pañoles de munición del Hayate desde unos 3.700 metros, que hicieron saltar por los aires al destructor, hundiéndose sin supervivientes en unos dos minutos, siendo el primer buque de guerra japonés hundido en la Segunda Guerra Mundial.
Los dos F4F Wildcat sobrevivientes comandados por el capitán Henry T. Elrod lograron alcanzar y hundir al destructor Kisaragi a 48 km al suroeste de la isla. Una bomba alcanzó la popa del destructor, donde se almacenaban las cargas de profundidad, provocando una enorme explosión que lo hundió casi inmediatamente y también sin supervivientes de los 150 hombres que lo tripulaban.
Kajioka ante la enconada resistencia estadounidense tuvo que postergar el desembarco anfibio y dio la orden de retirada dirigiéndose a Kwajalein, solicitando refuerzos a la 1.ª Flota Aérea del vicealmirante Chūichi Nagumo, que venía de regreso desde Pearl Harbor.  Nagumo destinó la 2.ª División de Portaaviones del contraalmirante Tamon Yamaguchi, compuesta por el Hiryū y el Sōryū, para silenciar las defensas de la isla y apoyar un segundo intento de invasión.

### Operación de rescate
Pese al éxito inicial en la defensa de Wake, las fuerzas de Cunningham se encontraban totalmente aisladas, sin suministros y sometidas a constantes ataques aéreos japoneses.
La Armada estadounidense organizó una operación de rescate a cargo del contralmirante William Satterlee Pye enviando este a la Task Force 11 del almirante Frank Jack Fletcher y con el apoyo de la Task Force 14, del almirante Wilson Brown. La osada maniobra consistía en una acción combinada; la TF 11 llevaría a cabo un ataque de distracción en las Islas Marshall mientras la TF 14 se dirigía al rescate de Wake con munición, equipo, el escuadrón de cazas Brewster F2A Buffalo VMF-221 y el 4.º Batallón de Defensa de Marines. 
Sin embargo, y tras recibir información de la presencia en las cercanías de Wake de dos portaaviones de escuadra japoneses, el vicealmirante William Satterlee Pye, Comandante en Jefe en funciones de la Flota estadounidense del Pacífico, canceló abruptamente la misión y ordenó el regreso a Pearl Harbor de la TF 11 y 14 cuando ya estaba muy cerca de su objetivo.

### Segundo intento

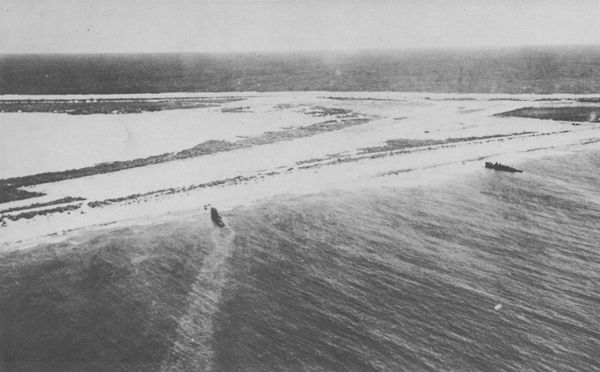
Las patrulleras japonesas 32 y 33 destruidas por fuego estadounidense.

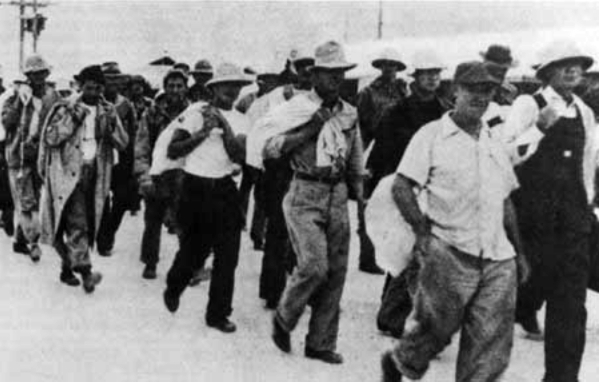
Civiles capturados en Wake por los japoneses son obligados a trabajos forzados (1941).

El segundo asalto japonés sobre la guarnición estadounidense en Wake llegó el día 23 de diciembre, compuesto principalmente por los mismos barcos que en el primer intento, pero con una dotación extra de 1500 efectivos de las FED. El desembarco comenzó a las 02:35, tras un bombardeo preliminar, y tras una feroz oposición en tierra cayó ante las Fuerzas Especiales de Desembarco japonesas el mismo día del 23 de diciembre de 1941, no sin antes conseguir que las patrulleras 32 y 33 y quedasen encalladas y destruidas por el fuego de las baterías costeras.

## Víctimas
Los Marines tuvieron 47 muertos y 2 desaparecidos durante los 15 días de cerco, mientras que 3 efectivos de la Armada y al menos 20 civiles murieron durante los ataques. Las bajas japonesas se cifran entre los 700-900 muertos y al menos 300 heridos, además de dos destructores, dos buques transportes y 8 aviones. Los japoneses capturaron a todos los supervivientes de la isla, la gran mayoría civiles.
Los prisioneros tanto civiles como militares fueron obligados a realizar trabajos forzados en el aeródromo de la isla.
Japón no aprovechó, ni construyó ni utilizó este emplazamiento durante el resto de la guerra, solo se limitó a aprovisionarlos por medio de submarinos y a mantener la posición.

## Consecuencias

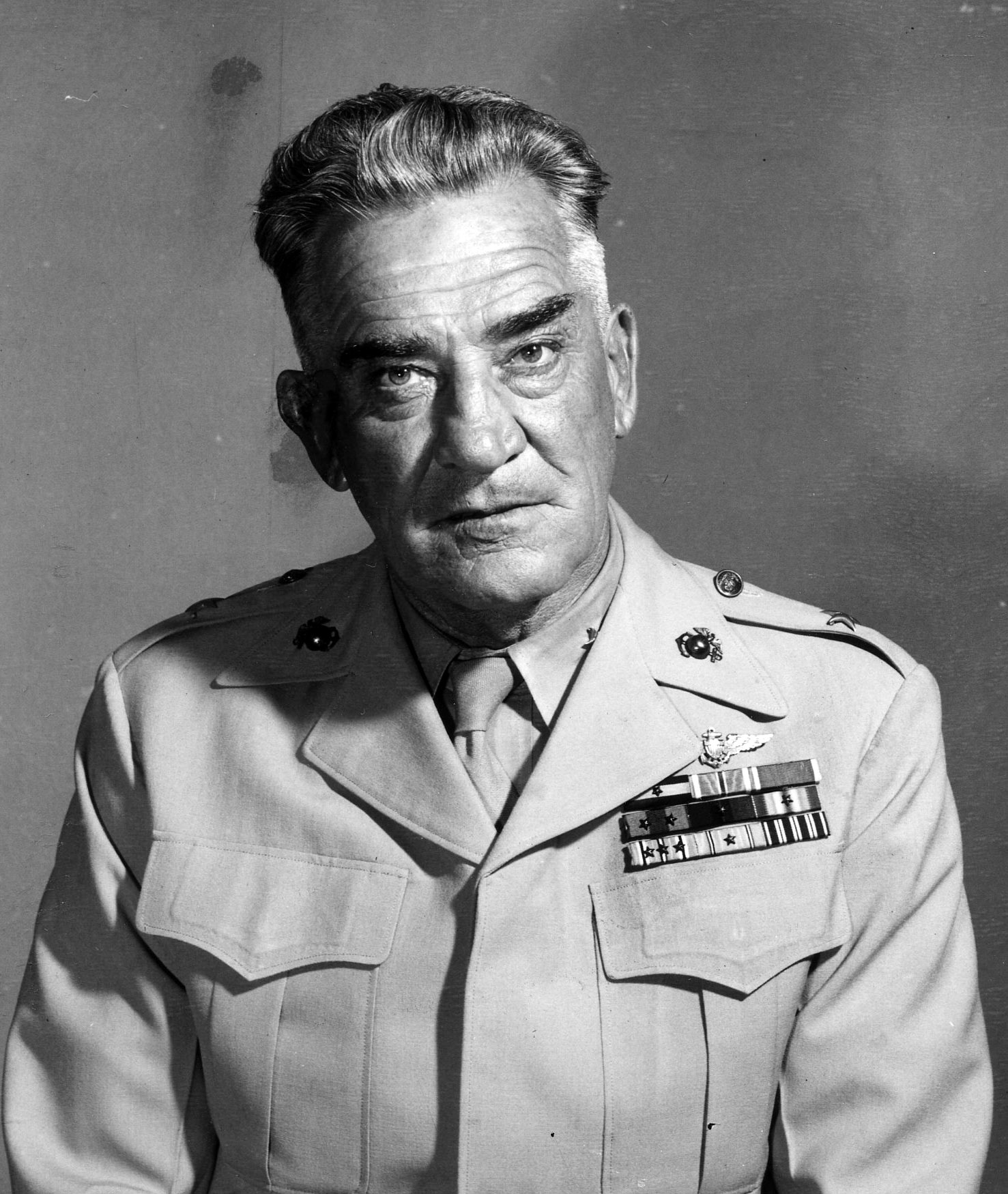
Mayor general Lawson H.M.Sanderson quien firmó la recuperación de Wake en 1945

Como dato anecdótico, este día coincidió con la retirada del general Douglas MacArthur desde Manila a Bataan.
Los japoneses capturaron a los hombres restantes de la isla (en su mayor parte empleados civiles de la Morrison-Knudsen Company).
La historia de estos hombres fue conmemorada en la película de 1942, Wake Island. Una condecoración militar especial, el Emblema de la Isla Wake también fue creada para honrar a quienes pelearon defendiendo la isla.
Durante el transcurso de la guerra, el Alto mando de Estados Unidos consideró la reconquista de Wake como irrelevante y fue esporádicamente bombardeada, pero nunca en masa. También se hizo efectivo un bloqueo submarino.
El 5 de octubre de 1943, el USS Yorktown se acercó a la isla con el único objetivo de debilitar la posición japonesa. El comandante japonés a cargo, Shigematsu Sakibara, creyó que se realizaría un desembarco estadounidense y como represalia se apresuró la ejecución de 98 trabajadores civiles estadounidenses.
La isla fue reconquistada por Estados Unidos en 1945, tras rendirse la guarnición japonesa tras el fin de la guerra, el 4 de septiembre de 1945. Shigematsu Sakibara fue condenado a muerte por crímenes de guerra.